# Regiunea Syddanmark
Regiunea Syddanmark adică regiunea Danemarca de Sud este o subdiviziune în Regatul Danemarca formată în urma reformei europeană a organizării administrative adoptată de Regat și inclusă în FIPS 10-4 și de Comisia Europeană în data de 1 iunie 2007. Fiecare regiune conține fostele amter (în românește comună) Fyns, Ribe, Soenderjyllands și porțiunea sudică a amter-ului Vejle.

## Comunele constituente
- Aabenraa
- Assens
- Billund
- Esbjerg
- Faaborg-Midtfyn
- Fanø
- Fredericia
- Haderslev
- Kerteminde
- Kolding
- Langeland
- Middelfart
- Nordfyn
- Nyborg
- Odense
- Svendborg
- Soenderborg
- Toender
- Varde
- Vejen
- Vejle
- Ærø

1. ↑  Q76962527[*] Verificați valoarea |titlelink= (ajutor)